# Lancetes flavoscutatus
Lancetes flavoscutatus är en skalbaggsart som beskrevs av Günther Enderlein 1912. Lancetes flavoscutatus ingår i släktet Lancetes och familjen dykare. Inga underarter finns listade i Catalogue of Life.